# Навантаження на очисний вибій
Навантаження на очисний вибій (виїмкове поле, панель, пласт, блок та ін.) (рос. нагрузка на очистной забой (выемочное поле, панель, этаж, пласт, блок и т.д.), англ. breakage face (district, extraction panel, floor, seam, block etc.) load, нім. Förderungsintensität f, Abbaustreb- (Abbaufeld-, Abbaupaneel-, Bausohlen-, Flöz-, Abbaublock-) belastung f, Strebleistung f) — кількість корисної копалини, добутої за одиницю часу з очисного вибою (виїмкового поля, панелі, поверху, пласта, блоку та ін.).
Максимально можливе навантаження обмежується продуктивністю виймальних машин, умовами провітрювання виїмкової дільниці щодо газового фактора, рівнем організації робіт.
Порушення (перевищення) максимально можливого навантаження веде до накопичення метану і підвищує імовірність його займання, вибуху.